# Mecelle
Mecelle (Megele, transliterat și Medjelle) (în turcă:Mecelle, denumire intrată din arabă în turca otomană,în versiunea sa completă:مجلۀ احکام عدلیه -  Mecelle-ʾi Aḥkām-ı ʿAdlīye - sau în pronunția arabă - Majallah el-Ahkam-i-Adliya) a fost codul civil al Imperiului Otoman la sfârșitul secolului al XIX-lea și începutul secolului al XX-lea. Constituie prima încercare de a se crea un cod de legi bazat pe Șaria într-un stat islamic.
În Imperiul Otoman cadrul legilor statului, conforme cu Șaria, era stabilit de clerici musulmani - ‘Ulama, iar conducerea seculară era autorizată să acționeze și să decreteze în limitele acestui cadru.
Mecelle nu contrazicea legile Șariei, ci stabilea prevederile legale sub forma de paragrafe ca în codurile europene, și era pusă în aplicare de către foruri laice ale statului. Adoptarea lui devenise necesară în mod arzător în domeniul litigiilor asupra proprietăților și datoriilor. 
Codul Mecelle a fost întocmit de o comisie condusă de  Ahmed Cevdet Pașa și a fost publicat în 16 volume (conținând 1,851 articole ) între anii 1869-1876 și în anii 1870, până în 1877 a intrat treptat în vigoare  prin decrete imperiale irade în toate regiunile Imperiului Otoman, cu excepția Egiptului, care adoptase un cod francez.  
Structura și  concepția lui au fost influențate în mod clar de către codificări precedente europene.
Acoperind majoritatea ariilor legii civile, Mecelle nu cuprindea  codul familiei care rămânea de domeniul dreptului religios, respectiv al tribunalelor și judecătorilor religioși, fiecare comunitate religioasă având în acest domeniu foruri juridice potrivit credinței sale  - după sistemul 
Millet.      
Codul Mecelle se ocupa de o varietate de subiecte, între care dreptul comercial, închirierile, amanetul, arbitrajele, garanțiile, depunerile, etc. El era o legislație cazuistică, legată de reglementarea unor cazuri anumite, și nu se ocupa de definirea unor principii juridice largi, care sa fie aplicate în cazuri particulare. 
În substanță, codul Mecelle se baza pe tradiția juridică hanafită care se bucura de un statut oficial în Imperiul Otoman. Totuși, utilizând metoda preferinței „tahayyur”, el încorpora și alte opinii legale considerate mai adecvate epocii, inclusiv de proveniență ne-hanafită. 
Deoarece Mecelle a fost în cele din urmă aplicat în tribunalele laice „nizamiye”, ca și în tribunalele religioase de Șaria ale Imperiului, evreii și creștinii au fost prin intermediul său supuși, pentru prima oară  legii islamice în locul jurisdicției lor proprii.  În schimb, beneficiau de dreptul de a depune mărturie în tribunal.
Din cauza caracterului său cazuistic și arhaic, și a multor lacune ale sale ( de exemplu absența reglementării contractelor Mecelle nu corespundea necesităților statului modern. 
După destrămarea Imperiului Otoman în urma Primului război mondial, Mecelle și-a păstrat o influență, de durată mai scurtă sau mai lungă, asupra legislațiilor statelor succesoare ale Imperiului (cu excepția Egiptului, unde nu a fost niciodată în vigoare). Legile din Mecelle au rămas în vigoare în:
- Turcia, până în anul 1926, când a fost înlocuit de Codul civil turc, conceput după cel elvețian
- Albania, până în anul 1928
- Liban până în anul 1932
- Siria, până în anul 1949
- Irak, până în anul 1953
- Cipru, până în anii 1960
- Palestina sub mandat britanic, și apoi, în Israel, în mod formal până în anul 1984, deși diverse legi individuale au fost înlocuite treptat atât în timpul regimului mandatar britanic, cât și în Israelul anilor 1960 și 1970.

Mecelle rămâne până în zilele noastre la baza dreptului civil din Iordania și Kuwait